# Göteborgs KK
Göteborgs Kappsimningsklubb (GKK) bildades 25 november 1934. Föreningen gick ihop via ett namnbyte med Simklubben Najaden 1971, det nya föreningsnamnet blev Göteborgs Kappsimningsklubb Najaden (GKKN). Den 3 juni 1991 skedde ytterligare ett namnbyte från GKKN till Föreningen Göteborg Sim, detta i samband med att Askim Frölunda Simklubb (ASK) gick in i den "nya" föreningen. 
Föreningens ursprungsnamn var Masthuggets Sim och Idrottssällskap (MSIS) men 1944 skedde namnbytet då en del av föreningen ville bli mer seriösa tävlingssimmare. I samband med namnbytet startade kvarvarande MSIS medlemmar en ny förening, Simklubben Öge. 1971 gick Göteborgs KK ihop via ett namnbyte med Simklubben Najaden, det nya föreningsnamnet blev Göteborgs Kappsimningsklubb Najaden (GKKN). Den 3 juni 1991 skedde ytterligare ett namnbyte från GKKN till Föreningen Göteborg Sim, detta i samband med att Askim Frölunda Simklubb (ASK) gick in i den "nya" föreningen.

## Verksamhet
Föreningens verksamhet bestod av tävlingssimning, simhopp och vattenpolo. Tävlingar och träningar skedde innan Valhallabadets framkomst, mestadels i följande anläggningar:
- Renströmska Bad- och Tvättanstalten i Haga - Inomhus: Byggd 1876, Karbad, Romerskt bad alt. turkiskt bad, Brandhärjades 1903. - Ombyggd 1906, då det tillkom en 14,47x11,38 m bassäng inklusive ett 5 m hopptorn (äggformad bassäng, djup 1,2 m på sidorna och 3,8 m i mitten). - Smeknamn: Hagabadet, Ägget och Sumpen.
- Saltholmens Kall- och Varmbadhus i Långedrag - Utomhus: byggt 1908 - Ombyggt 1923 till en simstadion med 50x25 m bassäng, två sviktar, ett hopptorn och 970-1500 st. åskådarplatser. - Där arrangerades flera SM-tävlingar, och var även start/målplats för öppet vatten-simningar (exempelvis Älvsborgssimningen).
- Lisebergsbadet (vid Korsvägen, mittemot Svenska Mässans entré) - Utomhus: Byggd 1935, Avvecklad 1956. - Bassäng: 36x15 m, djup 0,9 - 4,5 m - Kunde värmas upp samt skapa vågor (först i Europa?), undervattensbelysning, 5 och 10 m  hopptorn, 1 och 3 m sviktar. - Åskådarplatser: 1200 sittplatser och 600 ståplatser.
- Olika vikar och sjöar i närområdet ex. Kåsjön (där det har gått SM i Simhopp 1953)
- Valhallabadet (ersatte Hagabadet samt Lisebergsbadet) - Inomhus: Byggd 1956, bassäng 33x16 m, djup 2,1 - 4,8 m, hydraulisk höj och sänkbar brygga vid 25 m, hopptorn 5, 7,5 och 10 m, sviktar 1 och 3 m. - Åskådarplatser: 1235 sittplatser och 420 ståplatser. - 1959 tillkom det romerska badet. - 1967 tillkom utomhus bassängen á 50x16 m. - 1986 byggdes utomhusbassängen om till en inomhusbassäng á 50x25 m.

## Framgångsrika medlemmar